# Flagey (Doubs)
Pour les articles homonymes, voir Flagey.
Flagey est une commune française située dans le département du Doubs, la région culturelle et historique de Franche-Comté et la région administrative Bourgogne-Franche-Comté. Elle est liée au souvenir du peintre Gustave Courbet (1819-1877), dont la famille y possédait une maison.

## Géographie

### Toponymie
Flagey en 1260 ; Flacey en 1297 ; Flaigey en 1564 ; Flagey-Amancey depuis 1800.
Le village est situé en bordure du plateau d'Amancey. Le territoire communal est pris entre deux dépressions : la reculée de Norvaux à l'est et la vallée du ruisseau de Bonneille à l'ouest.

### Climat
Pour des articles plus généraux, voir Climat de la Bourgogne-Franche-Comté et Climat du Doubs.
En 2010, le climat de la commune est de type climat de montagne, selon une étude du Centre national de la recherche scientifique s'appuyant sur une série de données couvrant la période 1971-2000. En 2020, Météo-France publie une typologie des climats de la France métropolitaine dans laquelle la commune est exposée à un climat semi-continental et est dans la région climatique  Jura, caractérisée par une forte pluviométrie en toutes saisons (1 000 à 1 500 mm/an), des hivers rigoureux et un ensoleillement médiocre. 
Pour la période 1971-2000, la température annuelle moyenne est de 8,7 °C, avec une amplitude thermique annuelle de 16,7 °C. Le cumul annuel moyen de précipitations est de 1 397 mm, avec 13,2 jours de précipitations en janvier et 10,3 jours en juillet. Pour la période 1991-2020, la température moyenne annuelle observée sur la station météorologique de Météo-France la plus proche, « Coulans », sur la commune d'Éternoz à 8 km à vol d'oiseau, est de 10,5 °C et le cumul annuel moyen de précipitations est de 1 259,2 mm. 
La température maximale relevée sur cette station est de 38,7 °C, atteinte le 24 août 2023 ; la température minimale est de −18,9 °C, atteinte le 20 décembre 2009,,. 
Les paramètres climatiques de la commune ont été estimés pour le milieu du siècle (2041-2070) selon différents scénarios d'émission de gaz à effet de serre à partir des nouvelles projections climatiques de référence DRIAS-2020. Ils sont consultables sur un site dédié publié par Météo-France en novembre 2022.

## Urbanisme

### Typologie
Au 1er janvier 2024, Flagey est catégorisée commune rurale à habitat dispersé, selon la nouvelle grille communale de densité à 7 niveaux définie par l'Insee en 2022.
Elle est située hors unité urbaine et hors attraction des villes,.

### Occupation des sols
L'occupation des sols de la commune, telle qu'elle ressort de la base de données européenne d’occupation biophysique des sols Corine Land Cover (CLC), est marquée par l'importance des forêts et milieux semi-naturels (50,7 % en 2018), une proportion identique à celle de 1990 (50,7 %). La répartition détaillée en 2018 est la suivante : 
forêts (50,7 %), zones agricoles hétérogènes (23,8 %), prairies (14,6 %), terres arables (6,7 %), zones urbanisées (4,2 %). L'évolution de l’occupation des sols de la commune et de ses infrastructures peut être observée sur les différentes représentations cartographiques du territoire : la carte de Cassini (XVIIIe siècle), la carte d'état-major (1820-1866) et les cartes ou photos aériennes de l'IGN pour la période actuelle (1950 à aujourd'hui).

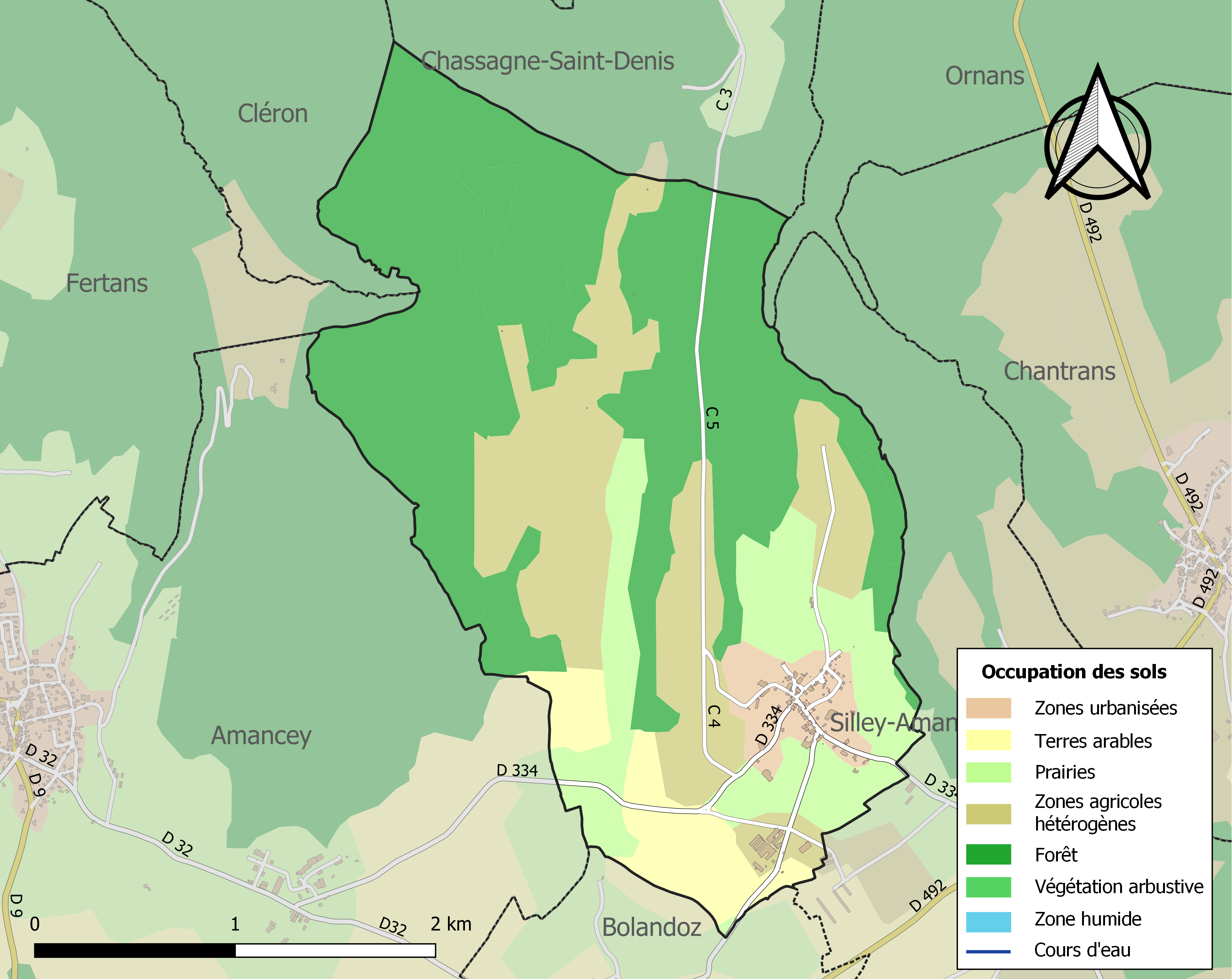
Carte des infrastructures et de l'occupation des sols de la commune en 2018 (CLC).

## Histoire
- Le Moyen Âge

C'est à l'extrême fin du XIIe siècle qu'apparait une famille de Flagey. En 1196, Pierre de Flagey est témoin dans une donation faite à l'abbaye de Buillon par Pierre de Scey. Obscure famille d'ailleurs que cette famille de Flagey, vassale des Scey qui était elle-même, vassale des Chalon-Arlay.
À la fin du XIVe siècle, Thibaud de Cusance, seigneur de Scey, prêta de l'argent à Hugues de Chalon-Arlay : il reçut une partie de Flagey en gage. Le 28 juin 1385, il fit hommage à Hugues de tout ce qu'il tenait à Flagey, Amondans et Bolandoz.
- Le XVIIe siècle

La guerre de Trente Ans n'épargna pas le village. Il ne fut cependant pas détruit mais les habitants durent loger, en 1636 et 1637, de nombreuses troupes, ce qui amena la ruine complète de la communauté.
- Le XVIIIe siècle

Le village connut un nouveau malheur : le 14 juillet 1746, un incendie le ravagea presque entièrement. Durant la Révolution, un nouvel incendie détruisit l'église et une partie de la localité.

## Politique et administration
| Période                                  | Période                   | Identité                                     | Étiquette | Qualité                    |
| ---------------------------------------- | ------------------------- | -------------------------------------------- | --------- | -------------------------- |
| mars 2008                                | En cours (au 25 mai 2020) | Pierre Maire, Réélu pour le mandat 2020-2026 | DVD       | Retraité Fonction publique |
| Les données manquantes sont à compléter. |                           |                                              |           |                            |

## Démographie

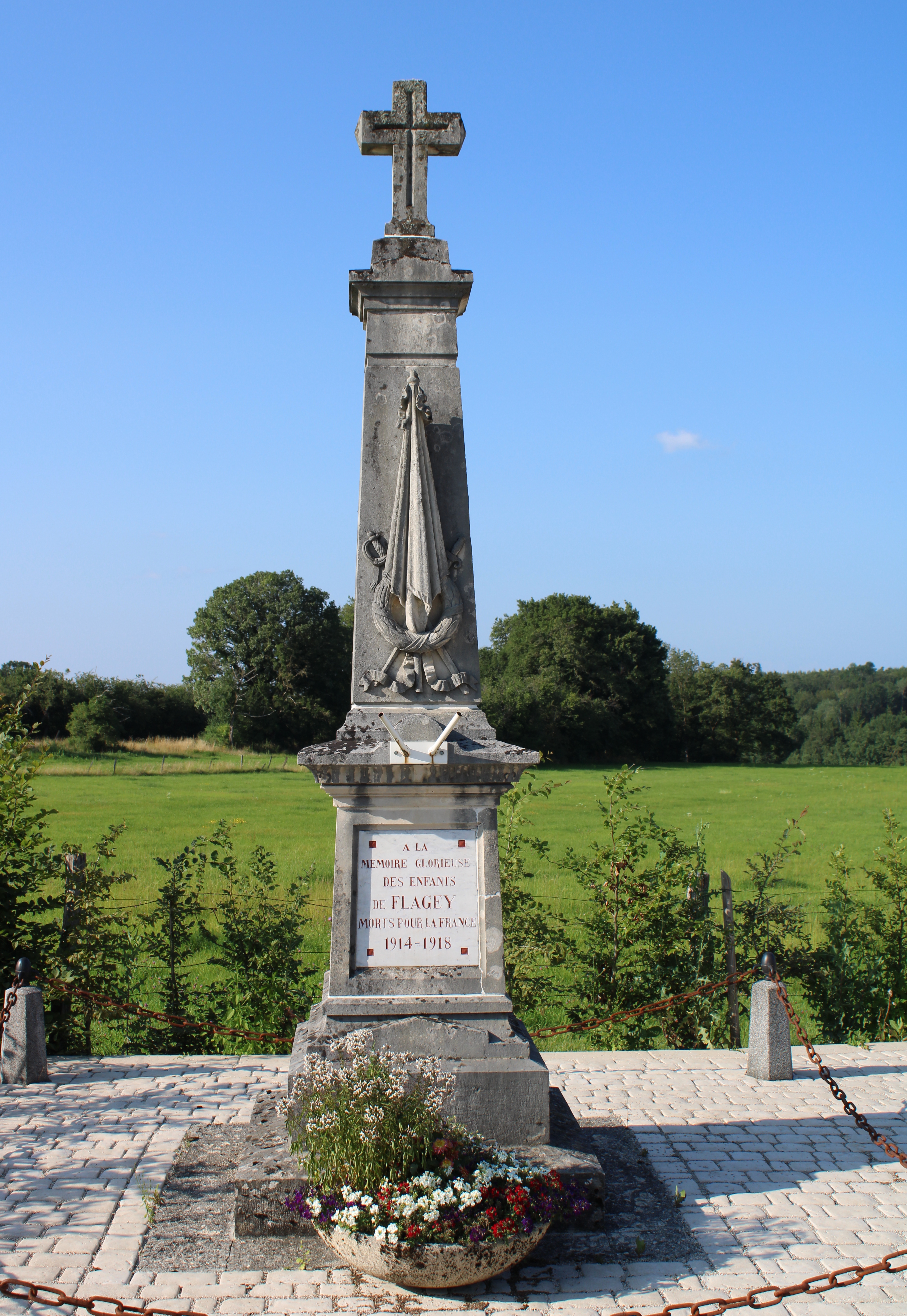
Le monument aux morts.

L'évolution du nombre d'habitants est connue à travers les recensements de la population effectués dans la commune depuis 1962. Pour les communes de moins de 10 000 habitants, une enquête de recensement portant sur toute la population est réalisée tous les cinq ans, les populations de référence des années intermédiaires étant quant à elles estimées par interpolation ou extrapolation. Pour la commune, le premier recensement exhaustif entrant dans le cadre du nouveau dispositif a été réalisé en 2005.

En 2022, la commune comptait 132 habitants, en évolution de −16,98 % par rapport à 2016 (Doubs : +1,88 %, France hors Mayotte : +2,11 %).
| 1962 | 1968 | 1975 | 1982 | 1990 | 1999 | 2005 | 2006 | 2010 |
| ---- | ---- | ---- | ---- | ---- | ---- | ---- | ---- | ---- |
| 114  | 116  | 99   | 101  | 110  | 102  | 130  | 134  | 142  |

| 2015 | 2020 | 2022 | - | - | - | - | - | - |
| ---- | ---- | ---- | - | - | - | - | - | - |
| 153  | 140  | 132  | - | - | - | - | - | - |

## Économie
- L'entreprise PEB, qui produit notamment des œufs vendus sous la marque "Coquy" a son berceau, son siège et sa production à Flagey.

## Lieux et monuments
- La ferme Courbet, grande demeure paysanne, propriété ancestrale de la famille Courbet et berceau de la famille.

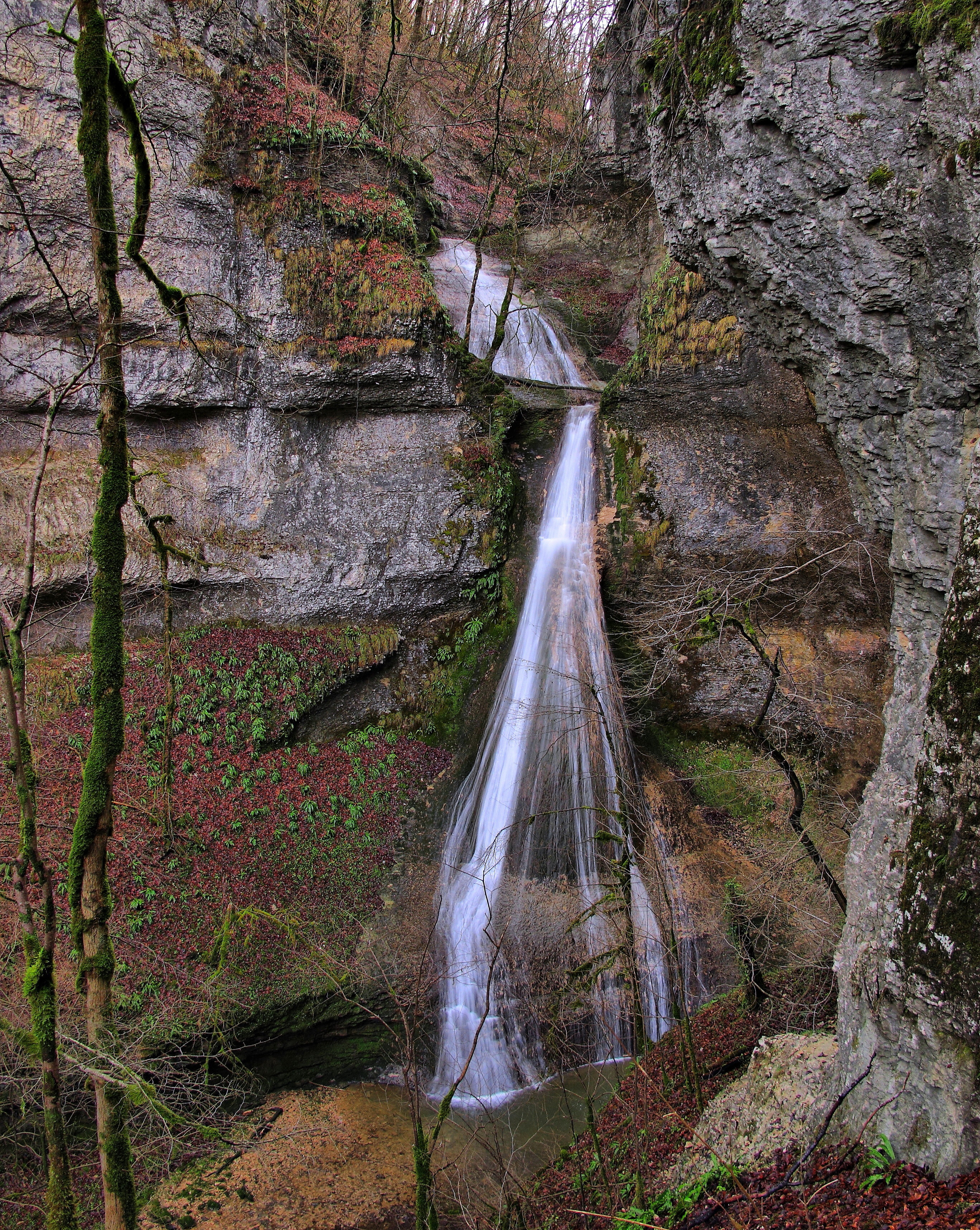
Le saut de la Bonneille.

- L'église Saint-Nicolas.

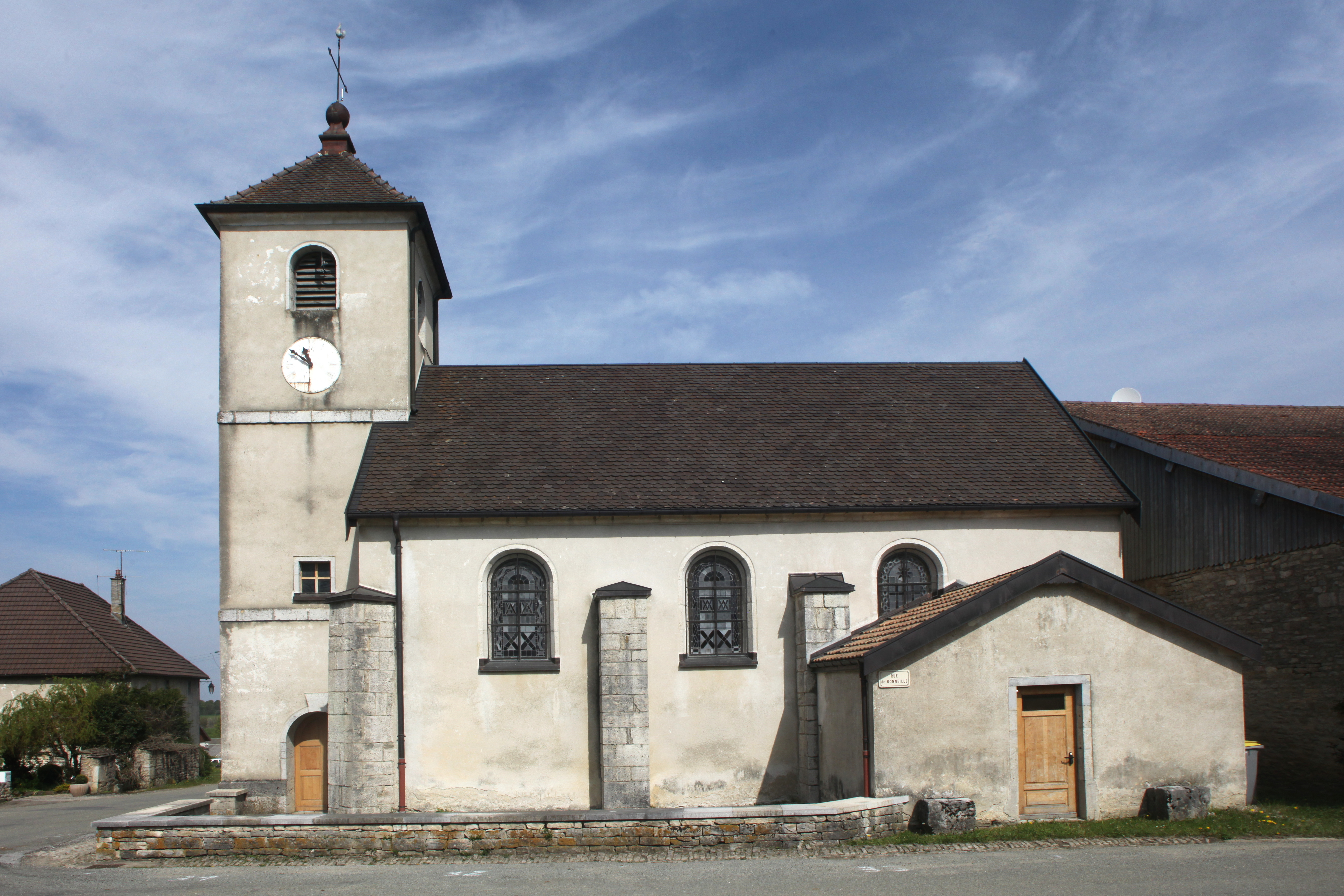
Église.
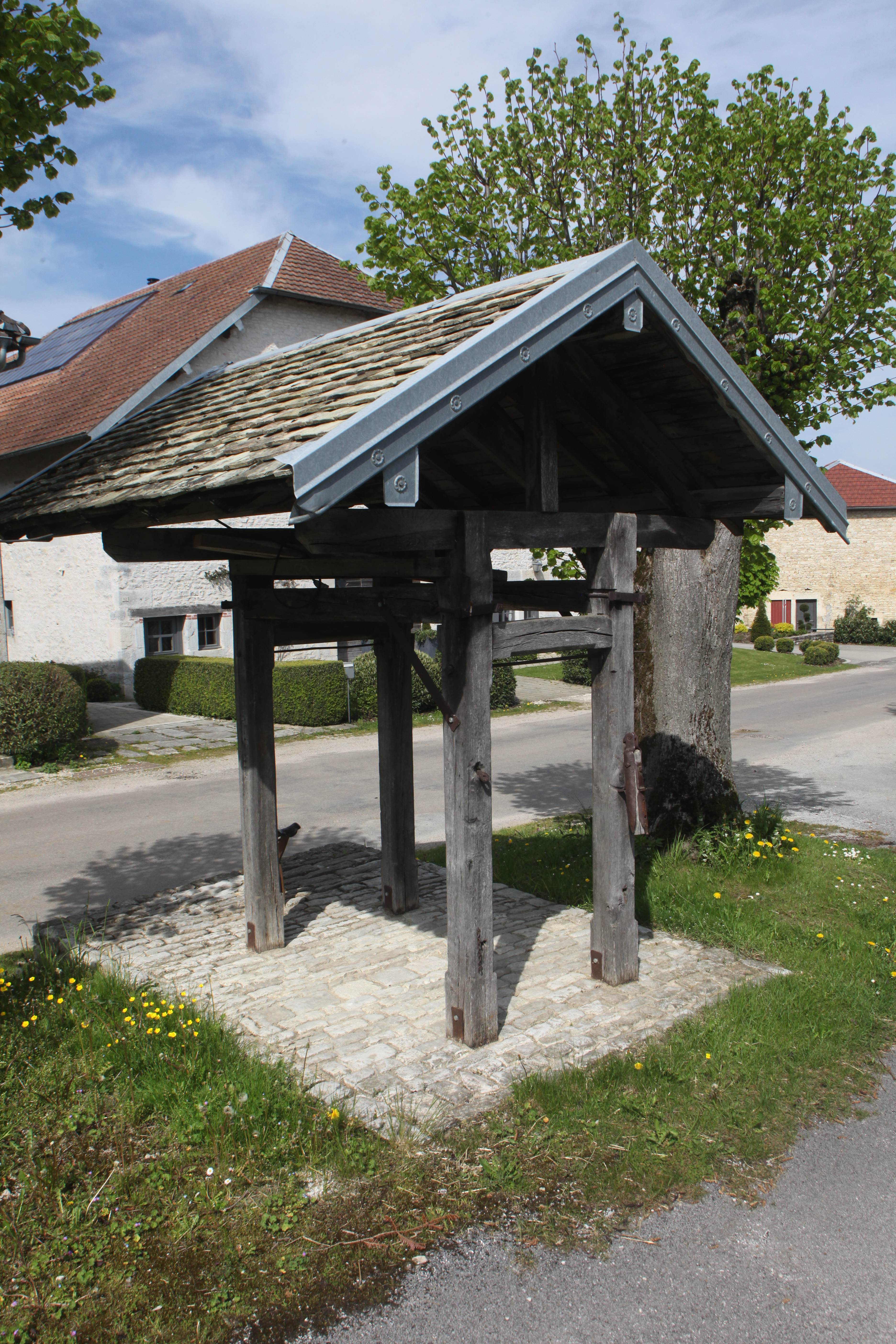
Travail à ferrer.

- Le saut de la Bonneille[20] : le Ruisseau de Bonneille est un affluent rive gauche de la Loue. Parti de Silley-Amancey, il est rejoint à Flagey par le ruisseau de la Pisse puis il plonge brutalement au fond de la reculée qu'il a creusé dans le plateau d'Ornans. D'abord par un "toboggan" de 8 mètres puis par un très beau saut d'une vingtaine de mètres de hauteur.

## Personnalités liées à la commune

### Art
- Gustave Courbet y résida enfant dans la ferme familiale. Il y peint plusieurs paysages dont le Chêne de Flagey (1864)[21], le Paysage rocheux aux environs de Flagey (entre 1839 et 1877)[22] et ses Paysans de Flagey (1850)[23]

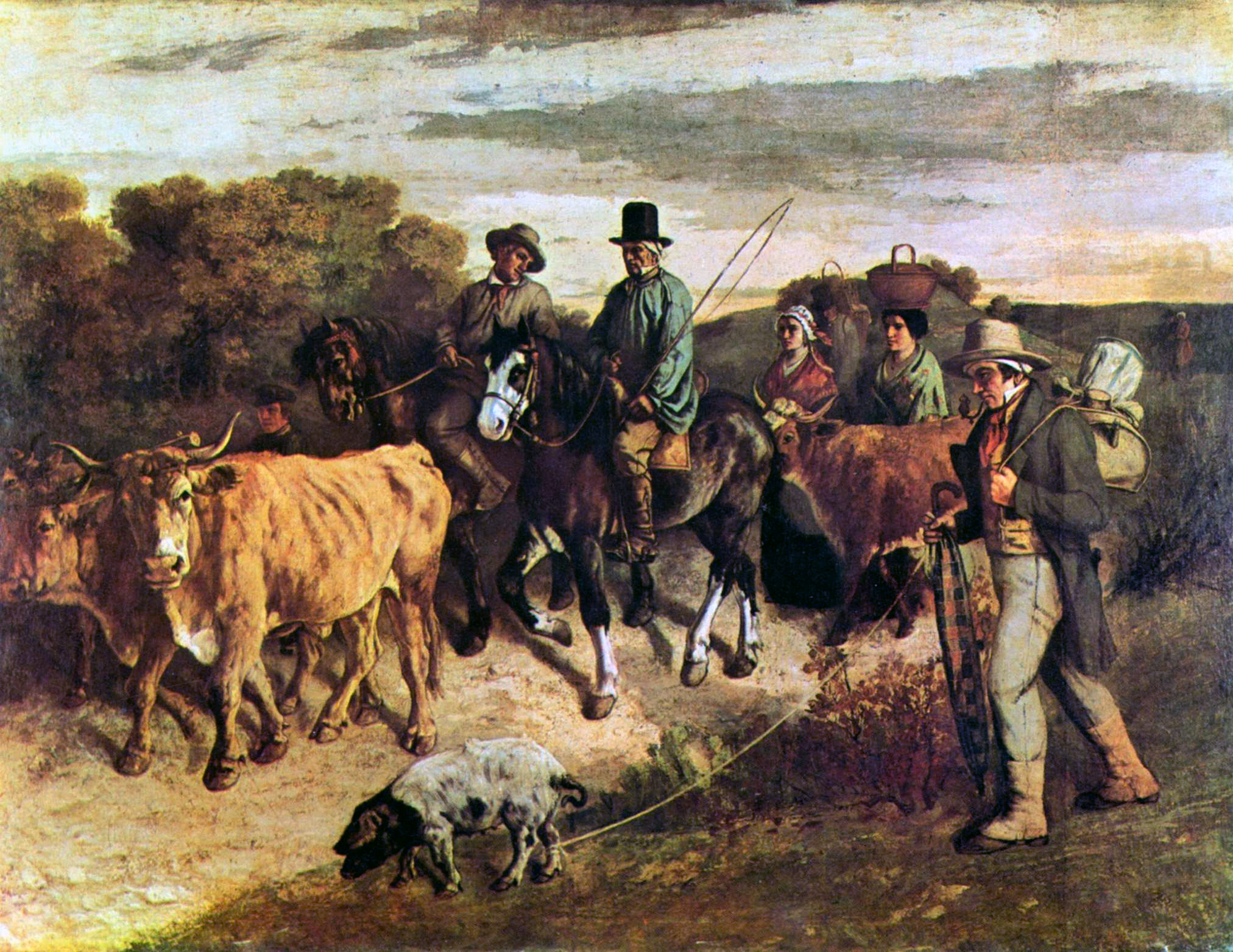
Les paysans de Flagey revenant de la foire, toile de Gustave Courbet, 1850
Musée des beaux-arts de Besançon.